# The Notorious Miss Lisle
The Notorious Miss Lisle er en amerikansk stumfilm fra 1920 af James Young.

## Medvirkende
- Katherine MacDonald som Gaenor Lisle
- Nigel Barrie som Peter Garstin
- Margaret Campbell som Mrs. Lisle
- Ernest Joy som Major Lisle
- William Clifford som Craven
- Dorothy Cumming som Mrs. Lyons